# مسجدبيش (مقاطعة فومن)
مسجدبيش (بالفارسية: مسجدپیش) هي قرية تقع في غيلان في إيران. يقدر عدد سكانها بـ 90 نسمة بحسب إحصاء 2016.